# Bālā Maḩalleh-ye Golrūdbār
Bālā Maḩalleh-ye Golrūdbār (persiska: Bālā Maḩalleh-ye Gol-e Rūdbār, بالا محله گلرودبار) är en ort i Iran.   Den ligger i provinsen Gilan, i den norra delen av landet, 210 km nordväst om huvudstaden Teheran. Bālā Maḩalleh-ye Golrūdbār ligger 7 meter över havet och antalet invånare är 209.
Terrängen runt Bālā Maḩalleh-ye Golrūdbār är varierad.Runt Bālā Maḩalleh-ye Golrūdbār är det ganska tätbefolkat, med 155 invånare per kvadratkilometer. Närmaste större samhälle är Lāhījān, 8,3 km nordost om Bālā Maḩalleh-ye Golrūdbār. Trakten runt Bālā Maḩalleh-ye Golrūdbār består till största delen av jordbruksmark.